# Calanthe
Genre
Calanthe est un genre d'orchidées appartenant à la sous-famille des Epidendroideae qui a été décrit par Robert Brown en 1821. Il comprend 150 espèces qui vivent dans les zones tropicales et sont majoritairement concentrées en Asie. Son nom provient du grec καλος (kalos) = « beau » et ανθος (anthos) = « fleur ».

## Synonymes
- Alismorkis Thouars[1]
- Alismorchis Thouars[2]
- Centrosis Thouars[3]
- Amblyglottis Blume[4]
- Zoduba Buch.-Ham. ex D.Don[5]
- Styloglossum Breda[6]
- Centrosia A.Rich.[7]
- Zeduba Ham. ex Meisn.[8]
- Ghiesbreghtia A.Rich. & Galeotti[9]
- Preptanthe Rchb.f.[10]
- Calanthidium Pfitzer[11]
- Aulostylis Schltr.[12]
- Paracalanthe Kudô[13]

## Description
Le genre Calanthe comprend deux groupes: des espèces à feuilles caduques et des espèces à feuillage persistant.

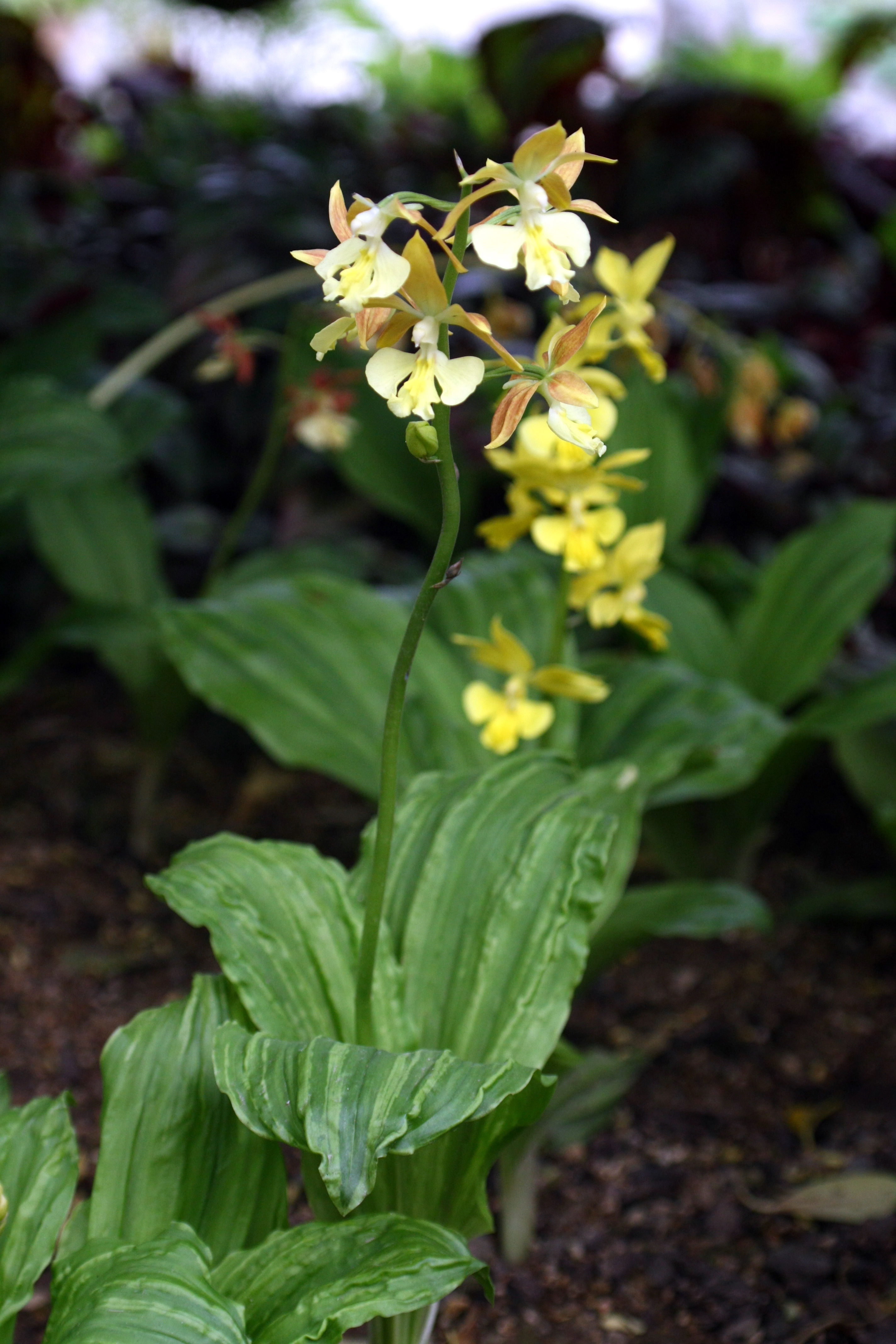
Calanthe sieboldii, Arboretum national de Corée du Sud (Korea National Arboretum)

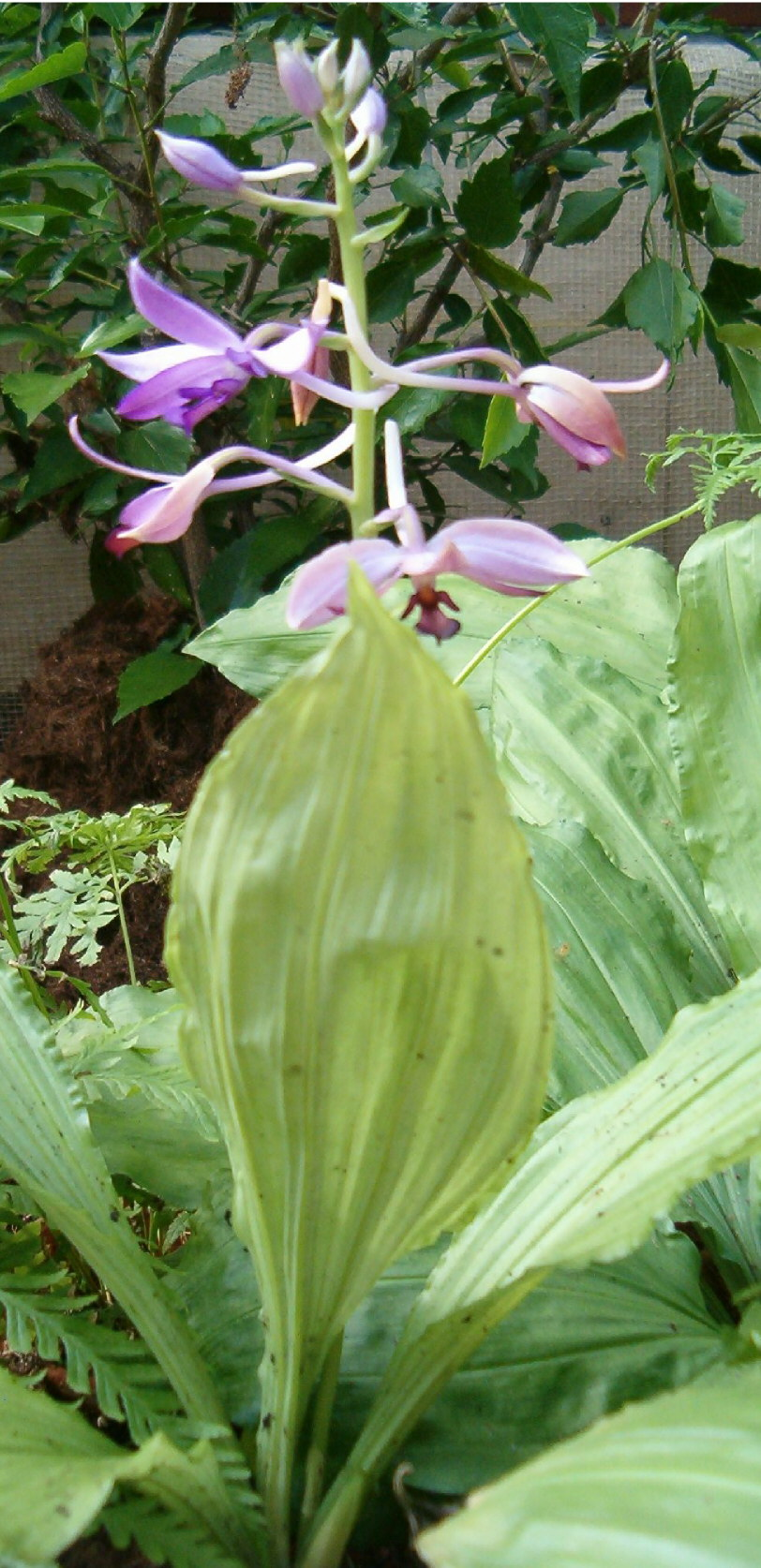
Calanthe sylvatica, Jardin botanique et musée botanique de Berlin-Dahlem, Allemagne

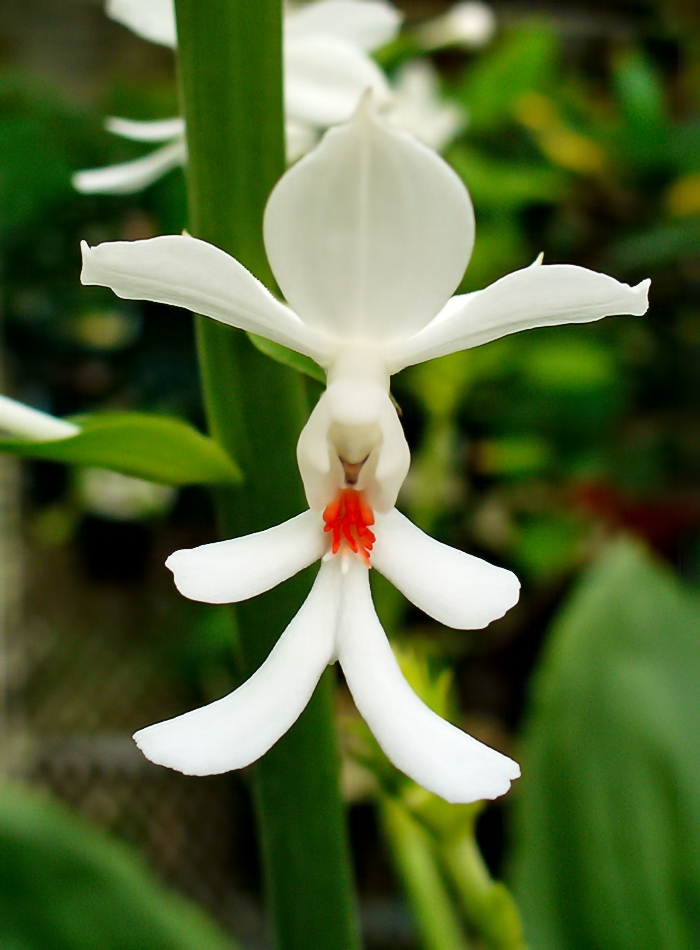
Calanthe triplicata, Université internationale de Floride, USA

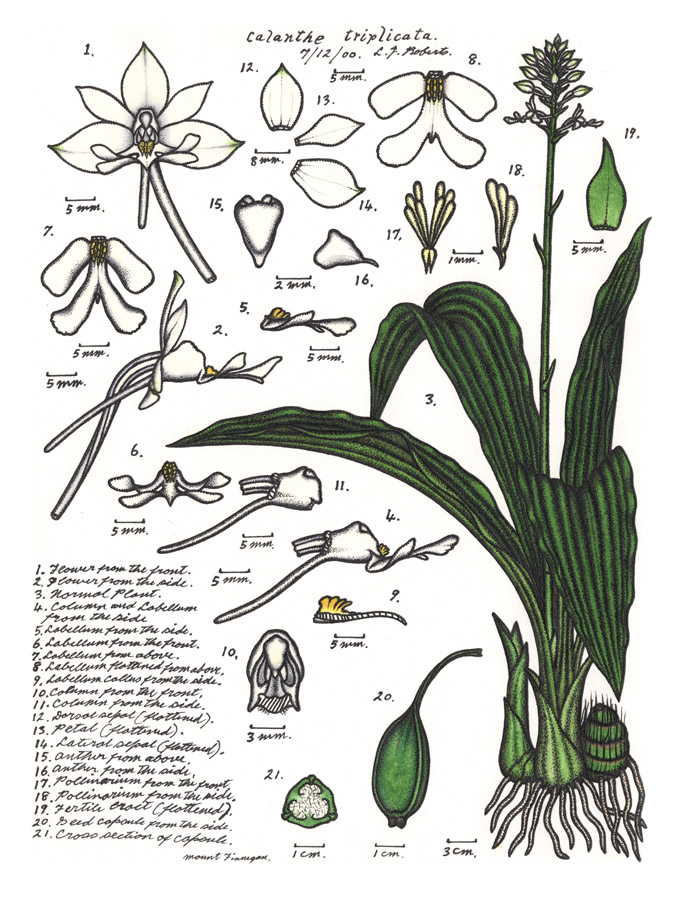
Calanthe triplicata, planche descriptive de Lewis Roberts, "Orchids of far north-eastern Queensland" (1995-2003)

## Espèces

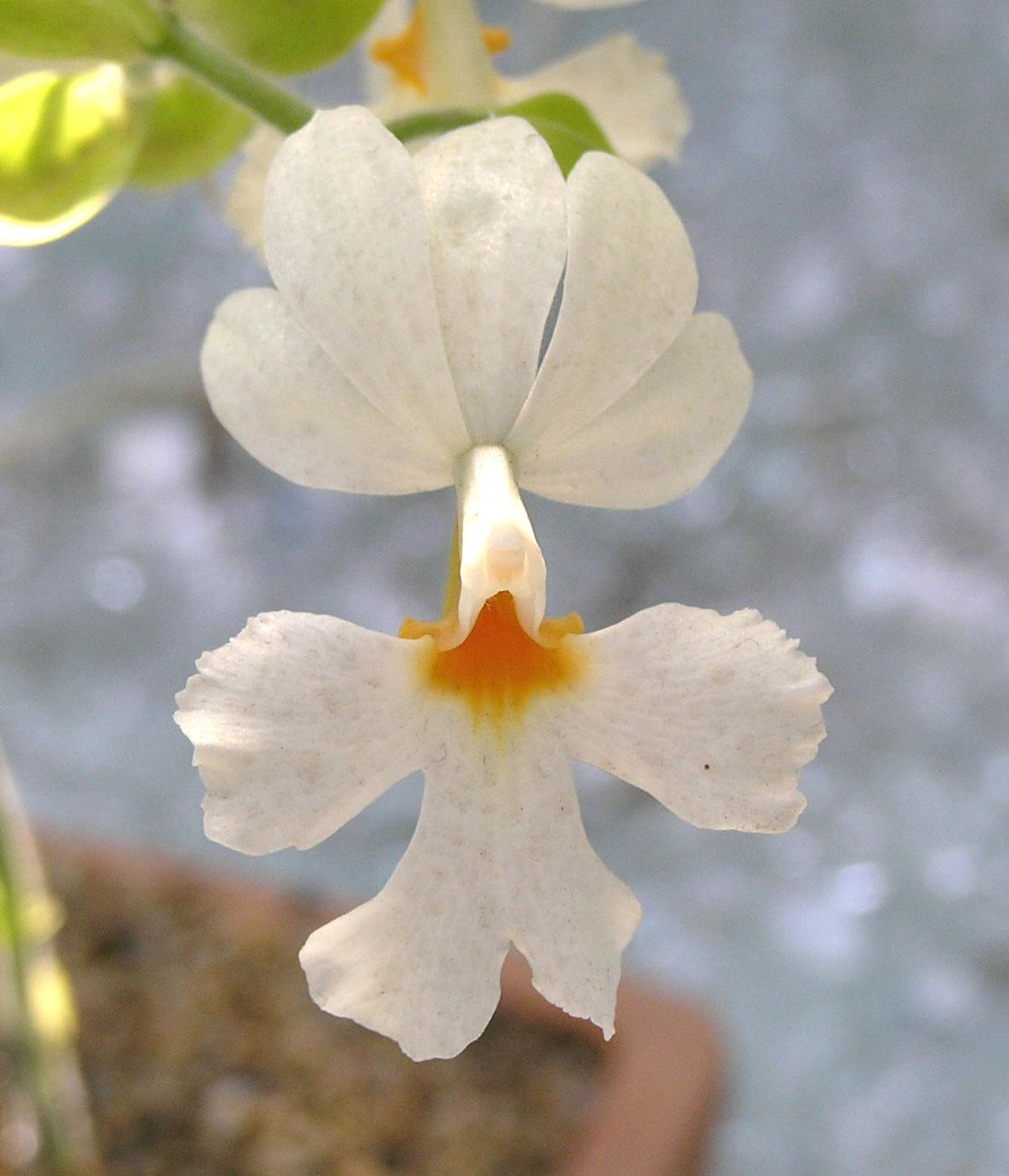
Calanthe vestita, exposition horticole Royal Flora Ratchaphruek, Thaïlande

| - Calanthe abbreviata - Calanthe aceras - Calanthe actinomorpha - Calanthe albolutea - Calanthe aleizettii - Calanthe alismifolia - Calanthe alpina - Calanthe alta - Calanthe angustifolia - Calanthe angustifolia var. angustifolia. - Calanthe angustifolia var. flava - Calanthe anthropophora - Calanthe arcuata - Calanthe arfakana - Calanthe argenteostriata - Calanthe arisanensis - Calanthe aristulifera - Calanthe aruank - Calanthe atjehensis - Calanthe aurantiaca - Calanthe aureiflora - Calanthe bicalcarata - Calanthe bicalcarata var. bicalcarata. - Calanthe bicalcarata var. depressa - Calanthe biloba - Calanthe brevicornu - Calanthe breviflos - Calanthe calanthoides - Calanthe camptoceras - Calanthe cardioglossa - Calanthe carrii - Calanthe caulescens - Calanthe caulodes - Calanthe cheniana - Calanthe chevalieri - Calanthe chloroleuca - Calanthe chrysoglossoides - Calanthe chrysoleuca - Calanthe clavata - Calanthe clavicalcar - Calanthe cleistogama - Calanthe coelogyniformis - Calanthe coiloglossa - Calanthe conspicua - Calanthe coreana - Calanthe cremeoviridis - Calanthe crenulata - Calanthe cruciata - Calanthe crumenata - Calanthe davaensis - Calanthe davidii - Calanthe densiflora - Calanthe dipteryx - Calanthe discolor - Calanthe disticha - Calanthe dulongensis - Calanthe duyana - Calanthe ecallosa - Calanthe ecarinata - Calanthe emeishanica - Calanthe engleriana - Calanthe engleriana var. brevicalcarata - Calanthe engleriana var. engleriana. - Calanthe englishii - Calanthe ensifolia - Calanthe epiphytica - Calanthe esquirolei - Calanthe fargesii - Calanthe finisterrae - Calanthe fissa - Calanthe flava - Calanthe flava var. flava. - Calanthe flava var. rubra - Calanthe forbesii - Calanthe fragrans - Calanthe fulgens - Calanthe geelvinkensis - Calanthe gibbsiae - Calanthe graciliflora - Calanthe graciliscapa - Calanthe griffithii - Calanthe halconensis - Calanthe hancockii - Calanthe hattorii - Calanthe hennisii - Calanthe henryi - Calanthe herbacea - Calanthe hirsuta - Calanthe hololeuca - Calanthe hoshii - Calanthe hyacinthina - Calanthe imthurnii - Calanthe inflata - Calanthe izu-insularis - Calanthe johorensis - Calanthe jusnerii - Calanthe kawakamiense - Calanthe kaniensis - Calanthe kemulensis - Calanthe keshabii | - Calanthe kinabaluensis - Calanthe labellicauda - Calanthe labrosa - Calanthe lacerata - Calanthe lechangensis - Calanthe leucosceptrum - Calanthe leucosceptrum var. bisubulifera - Calanthe leucosceptrum var. leucosceptrum. - Calanthe limprichtii - Calanthe longibracteata - Calanthe longifolia - Calanthe lutiviridis - Calanthe lyroglossa - Calanthe lyroglossa var. longibracteata - Calanthe lyroglossa var. lyroglossa. - Calanthe madagascariensis - Calanthe mannii - Calanthe maquilingensis - Calanthe maxii - Calanthe mcgregorii - Calanthe metoensis - Calanthe micrantha - Calanthe microglossa - Calanthe moluccensis - Calanthe monophylla - Calanthe muelleri - Calanthe nankunensis - Calanthe nicolae - Calanthe nipponica - Calanthe nivalis - Calanthe oblanceolata - Calanthe obreniformis - Calanthe odora - Calanthe oreadum - Calanthe otuhanica - Calanthe ovalifolia - Calanthe ovata - Calanthe papuana - Calanthe parvilabris - Calanthe pauciverrucosa - Calanthe pavairiensis - Calanthe petelotiana - Calanthe pilosa - Calanthe plantaginea - Calanthe plantaginea var. lushuiensis - Calanthe plantaginea var. plantaginea. - Calanthe polyantha - Calanthe puberula - Calanthe pulchra - Calanthe pullei - Calanthe rajana - Calanthe reflexilabris - Calanthe rhodochila - Calanthe rhodochila var. reconditiflora - Calanthe rhodochila var. rhodochila. - Calanthe rigida - Calanthe rosea - Calanthe rubens - Calanthe ruttenii - Calanthe saccata - Calanthe sacculata - Calanthe salaccensis - Calanthe sanderiana - Calanthe seranica - Calanthe shelfordii - Calanthe shweliensis - Calanthe simplex - Calanthe sinica - Calanthe spathoglottoides - Calanthe speciosa - Calanthe stenophylla - Calanthe stevensiana - Calanthe striata - Calanthe succedanea - Calanthe sylvatica - Calanthe taenioides - Calanthe tahitensis - Calanthe tenuis - Calanthe torricellensis - Calanthe transiens - Calanthe triantherifera - Calanthe tricarinata - Calanthe trifida - Calanthe triplicata - Calanthe trulliformis - Calanthe truncata - Calanthe truncicola - Calanthe tsoongiana - Calanthe uncata - Calanthe undulata - Calanthe unifolia - Calanthe vaginata - Calanthe velutina - Calanthe ventilabrum - Calanthe versteegii - Calanthe vestita - Calanthe villosa - Calanthe whiteana - Calanthe yuana - Calanthe yuksomnensis - Calanthe zollingeri |